# Imigração equatoriana no Brasil
A imigração equatoriana no Brasil não é tão expressiva quanto a boliviana, a argentina e a paraguaia. Parte desta população são camelôs na região sudeste, sobretudo nos estados de São Paulo e Rio de Janeiro.